# Roszkówka
Roszkówka (biał. Ражкоўка, Rażkouka; ros. Рожковка, Rożkowka) – wieś na Białorusi, w obwodzie brzeskim, w rejonie kamienieckim, w sielsowiecie Dmitrowicze, w granicach Parku Narodowego „Puszcza Białowieska”.
Znajduje tu się drewniana cerkiew prawosławna pw. Matki Bożej Kazańskiej z 1942.

## Historia
W XIX i w początkach XX w. położona była w Rosji, w guberni grodzieńskiej, w powiecie brzeskim, w gminie Dmitrowicze.
W dwudziestoleciu międzywojennym leżała w Polsce, w województwie poleskim, w powiecie brzeskim, w gminie Dmitrowicze. W 1921 miejscowość liczyła 123 mieszkańców, zamieszkałych w 37 budynkach, wyłącznie Polaków wyznania prawosławnego.
Po II wojnie światowej w granicach Związku Sowieckiego. Od 1991 w niepodległej Białorusi.